# Lingua nabatea
La lingua nabatea è stata una lingua semitica e fu impiegata dal popolo dei Nabatei.

## Storia

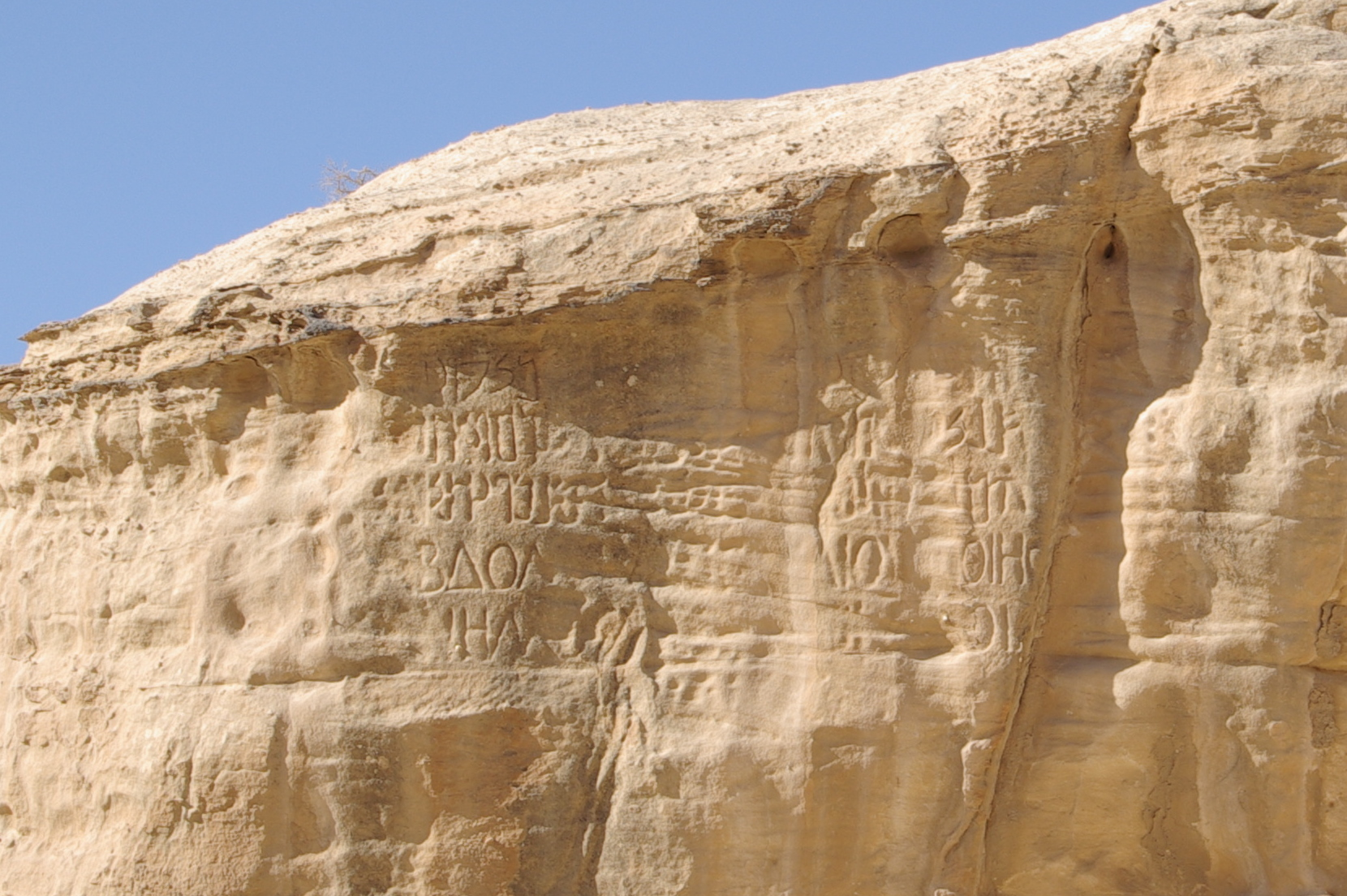
Iscrizioni in nabateo a Petra

Il linguaggio delle iscrizioni epigrafiche nabatee, attestato fin dal II secolo a.C., mostra uno sviluppo locale della lingua aramaica, che aveva esaurito la sua importanza di lingua sovra-regionale dopo il collasso dell'Impero persiano achemenide (330 a.C.) che la impiegava come lingua amministrativa e di comunicazione, riservando alla lingua persiana vera e propria funzioni cerimoniali e religiose. L'alfabeto nabateo costituisce un'evoluzione dell'alfabeto aramaico.
L'uso di questo dialetto aramaico fu sempre più contrastato dal dialetto arabo settentrionale, impiegato dalle popolazioni circostanti e sempre più come seconda lingua da quelle locali. Dal IV secolo d.C., l'influenza dell'arabo parlato divenne massiccia a tal punto che si può dire che la lingua nabatea lentamente fu assorbita dalla lingua araba. L'alfabeto arabo è stato generalmente considerato come una variante corsiva dell'alfabeto nabateo nel IV secolo. Di recente alcuni studiosi hanno contestato questa diffusa teoria.

## Bibliografia

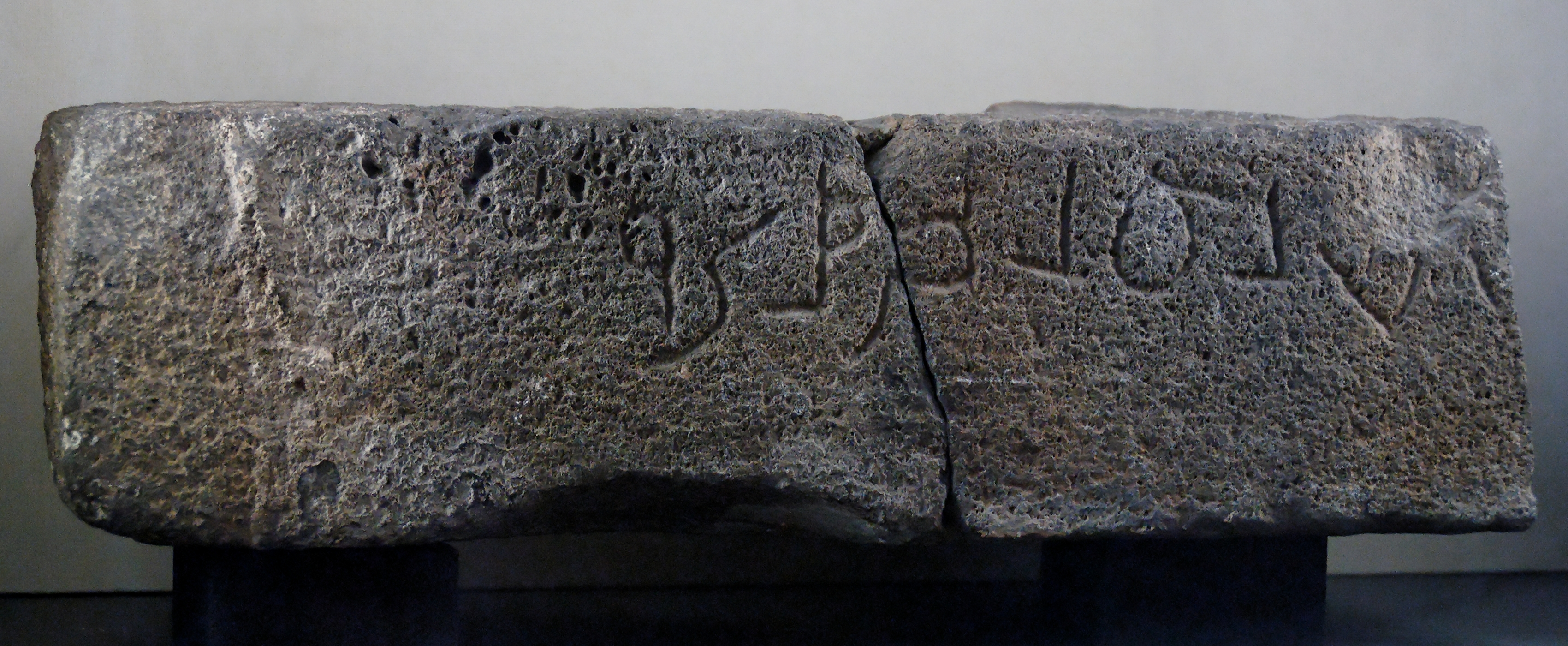
Frammento basaltico di un'iscrizione votiva in nabateo per il dio Qasiu (I sec. d.C.), regione meridionale siriana del Hauran